# 徳大寺忻子
徳大寺 忻子（とくだいじ きんし、弘安6年（1283年）- 観応3年/正平7年2月1日（1352年2月16日））は、後二条天皇の中宮。太政大臣徳大寺公孝の長女で、母は藤原喜子（内大臣三条公親女）。異母弟に徳大寺実孝がいる。女院号は長楽門院（ちょうらくもんいん）。

## 生涯
正安4年（1302年）、2歳年下の後二条天皇の女御として入内。嘉元元年9月24日（1303年11月4日）、中宮に冊立された。しかし、天皇との間に子供はなかった。徳治3年8月25日（1308年9月10日）の後二条天皇崩御の直後に出家して、法名を真実覚とした。延慶3年12月19日（1311年1月9日）、女院号宣下を受けて長楽門院と号する。
観応3年/正平7年（1352年）、70歳で崩御。